# Sarah Flower Adams

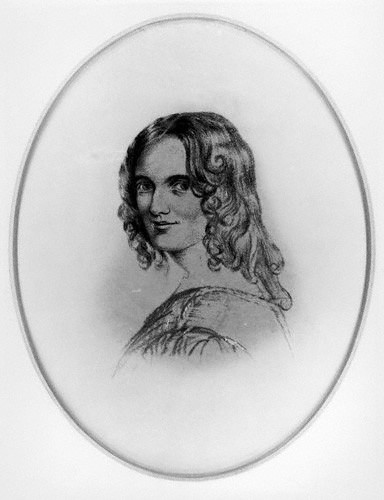
Sarah Flower Adams, mit Kalk lavierte Tuschzeichnung von 1834

Sarah Flower Adams (* 22. Februar 1805 in Harlow, Essex; † 14. August 1848 in London) war eine englische Dichterin.

## Leben
Ihr Vater war der Journalist und Herausgeber der Zeitschriften The Cambridge Intelligencer und The Political Review, Benjamin Flower (1755–1829), ihre Mutter Eliza Gould (1770–1819); die beiden hatten 1800 geheiratet. Die erste Tochter aus dieser Ehe, Eliza, war 1803 geboren und starb 1846. Zu dem gesellschaftlichen Umgang in ihrem Elternhaus gehörten u. a. Samuel Taylor Coleridge, Robert Browning und Percy Bysshe Shelley. Entsprechend der literarisch geprägten Atmosphäre ihres Elternhauses wandte Sarah sich der Schauspielerei und Schriftstellerei zu (bezeugt ist ihr Auftreten als Lady Macbeth im Jahr 1837).
Nach dem Tod ihres Vaters siedelte sie mit ihrer Schwester nach London über, wo ein Freund ihres Vaters, William Johnson Fox, die unitarische Gemeinde (South Place Unitarian Church, Finsbury, London) leitete, die damals ein Treffpunkt reformerisch gesinnter Intellektueller war. Hier traf sie den Publizisten und Ingenieur William Bridges Adams, den sie 1834 heiratete.
Daneben widmete sie sich schriftstellerischen Arbeiten; zu William Johnson Fox’ Hymns and Anthems (London 1841) steuerte sie 14 Gedichte bei, darunter Nearer, my God, to Thee, das in der zweiten Jahrhunderthälfte, um eine sechste Strophe von Edward Henry Bickersteth jr. erweitert und mit der Melodie „Horbury“ von John Bacchus Dykes bzw. „Bethany“ des Amerikaners Lowell Mason unterlegt, zu einem der in der englischsprachigen Welt bei Begräbnissen beliebtesten Lieder werden sollte und zahlreiche weitere Vertonungen sowie auch Nachdichtungen in anderen Sprachen erlebte. Im Wesentlichen an dieses eine Gedicht knüpft sich das spätere Interesse an ihrer Person.
Ihre Dichtungen sind in einem zu ihrer Zeit modischen exaltierten Stil der Spätromantik gehalten, der schon von Zeitgenossen als "spasmodic" (verkrampft) bespöttelt wurde und bereits kurz nach der Mitte des 19. Jahrhunderts in Vergessenheit geriet.

## Werke
Ein vollständiges Verzeichnis ihrer Schriften, insbesondere ihrer Beiträge in Zeitschriften, existiert nicht.

### Drama
- Vivia Perpetua. A dramatic poem in five acts (London 1841)

### Gedichte
- A Summer Recollection (1836)
- To My Sister

### Religiöse Gedichte
In W. J. Fox: Hymns and Anthems, London 1841.
- Creator Spirit! Thou the First
- Darkness Shrouded Calvary
- Gently Fall the Dews of Eve
- Go, and Watch the Autumn Leaves
- He Sendeth Sun, He Sendeth Shower
- *Nearer, my God, to Thee
- O Hallowed Memories of the Past
- O Human Heart! Thou Hast a Song
- O I Would Sing a Song of Praise
- O Love! Thou Makest All Things Even
- Part in Peace: Is Day Before Us?
- Sing to the Lord! For His Mercies are Sure
- The Mourners Came at Break of Day
- The World May Change from Old to New

### Katechismus für Kinder
- The Flock at the Fountain (London 1845)

### Sammlungen
- Sarah Flower Adams: Selections. Ed. by R. Garnet. 1892.
- Sarah Flower Adams: Vivia Perpetua. A dramatic poem in five acts. With a memoir of the author [by E. F. Bridell-Fox], and her hymns. Privatdruck, London 1893.
- Sarah Flower Adams: A memoir and her hymns, also The flock at the fountain (a catechism for children). Christian Life Publishing, London 1894.